# Vintersorg
Vintersorg ist eine schwedische Folk- und Progressive-Metal-Band, die 1994, damals noch unter dem Namen Vargatron (‚Wolfsthron‘), gegründet wurde. Vintersorgs Musik verbindet Metal mit akustischen Gitarren und klarem Gesang, des Weiteren sind viele Elemente aus der Folklore zu finden.
Der Name Vintersorg stammt von einer Figur aus dem Buch Isfolket (‚Das Eisvolk‘) von Margit Sandemo, in dem Vintersorg der Sohn eines Heidenhäuptlings ist. Grob übersetzt würde es ‚Wintertrauer‘ bedeuten.

## Bandgeschichte
Die Band wurde 1994 unter dem Namen Vargatron in Skellefteå in Schweden gegründet. Nach mehreren Besetzungswechseln war Andreas Hedlund 1996 schließlich alleiniges Mitglied von Vargatron und beschloss, das Projekt in Vintersorg umzubenennen.
Mit dem 2000 erschienenen dritten Album Cosmic Genesis bekam die bis dahin als Solo-Projekt konzipierte Band Zuwachs: Nachdem Andreas Hedlund seine einstige Folk-Metal Gruppe Otyg auflöste, gesellte sich auch der ehemalige Gitarrist von Otyg, Mattias Marklund, zu Vintersorg.
Als Session-Musiker sind seit dem Album Visions from the Spiral Generator Steve DiGeorgio (Bass) und Asgeir Mickelson (Schlagzeuger) bei Vintersorg aktiv.

## Stil und Konzept
Die ersten Alben sind hauptsächlich in Schwedisch geschrieben und handeln großteils von Mutter Natur, Mythologie, Sagen und Legenden, auch bediente sich Hedlund des Öfteren der Stimme von Cia Hedmark, die zum damaligen Zeitpunkt Sängerin und Violinistin bei Otyg war.
Ab dem 2000 erschienenen dritten Album Cosmic Genesis waren die Liedtexte dann größtenteils in englischer Sprache gehalten und handelten nun vom Kosmos und dem Weltraum anstatt von Wäldern und Bergen. Der Einsatz weiblichen Gesangs, wie auf älteren Alben, gibt es ab Cosmic Genesis überhaupt nicht mehr. Zudem bekam die Musik Vintersorgs einen deutlich progressiveren Anstrich, der spätestens seit The Focusing Blur tragendes Element wurde. Von den früheren Folk-Metal- und Black-Metal-Einflüssen ist nur noch wenig zu hören, das Album lässt sich eher dem Progressive Metal zuordnen.
Das 2007 erschienene Album Solens rötter verzichtet teilweise auf die progressiven, futuristischen Elemente, wie sie vor allem durch das Keyboard auf den vorherigen beiden Alben eingebracht wurden, und widmet sich eher wieder dem früheren Stil, wobei sich die Band nicht vollkommen zurückbesinnt und zum Beispiel die Gitarrenriffs fortschrittlich bleiben. Musikalisch handelt es sich um eine Fusion aus nordischer Folklore und epischen Black-Metal-Einflüssen. Die Texte sind wieder auf Schwedisch verfasst und sind inhaltlich gesehen eine Mischung des alten Vintersorg-Themas der Natur (z. B. Döpt i en jökelsjö ↔ ‚Getauft in einem Gletschersee‘, Spirar och gror ↔ ‚Sprösse und Keime‘) und der neueren Vintersorg-Themen der Gedankenwelt und der Wissenschaft (z. B. Kosmosaik ↔ ‚Kosmo-Mosaik‘, Strålar ↔ ‚Strahlen‘).

## Nebenprojekte von Andreas Hedlund
Andreas Hedlund ist neben Vintersorg noch in anderen Bands aktiv. Zum einen war er seit 2001 fester Sänger bei Borknagar – er verließ die Band im Februar 2019 aus persönlichen Gründen – zum anderen leiht er dem Progressive-Metal-Projekt Fission von Schlagzeuger Benny Hägglund seine Stimme. Ende 2005 gründete er die Band Cronian und startete ein weiteres Soloprojekt, Waterclime, welches sich musikalisch an alten (Progressive-)Rock-Klassikern orientiert. Zudem beteiligte er sich im Jahr 2000 an der bislang einzigen Veröffentlichung von Havayoth. Gemeinsam mit seinem Namensvetter und ehemaligen Vintersorg-Livegitarristen Andreas Stenlund begründete er 2017 das Death-Metal-Projekt Harmdaud, welches bislang zwei Alben veröffentlichte.

## Diskografie

### Studioalben
- 1998: Till fjälls (CD/LP/MC; Napalm Records) Erschien bis 2014 in insgesamt 14 Versionen.
- 1999: Ödemarkens son (CD/LP/MC; Napalm Records) Erschien in insgesamt 11 Versionen, LP-Release 2017.
- 2000: Cosmic Genesis (CD/MC; Napalm Records) Erschien in insgesamt 8 Versionen.
- 2002: Visions from the Spiral Generator (CD/MC; Napalm Records)
- 2004: The Focusing Blur (CD; Napalm Records)
- 2007: Solens rötter (CD; Napalm Records)
- 2011: Jordpuls (CD; Napalm Records)
- 2012: Orkan (CD; Napalm Records)
- 2014: Naturbål (CD/MP3; Napalm Records)
- 2017: Till fjälls Del II (CD/2xCD/LP+12"/MP3; Napalm Records)

### EPs
- 1998: Hedniskhjärtad (CD; Napalm Records)